# 후쿠시마 미즈호
후쿠시마 미즈호(일본어: 福島瑞穂, 1955년 12월 24일 ~ )는 일본의 참의원 의원이자 변호사이며, 현 사회민주당 당수이다. 미야자키현 노베오카시에서 태어났다. 남편은 변호사 가이도 유이치(일본어: 海渡雄一)이지만, 일본에서는 부부별성제에 따라 혼인 신고시에 한쪽의 성을 바꿔야 하므로 혼인 신고를 하지 않은 사실혼 관계이다.

## 약력
- 1955년 12월 24일 미야자키현 노베오카시에서 태어남.
- 1974년 도쿄대학 법학부에 입학.
- 1980년 도쿄대학을 졸업.
- 1984년 사법시험에 합격.
- 1985년 사법연수원 입소(제39기).
- 1987년 사법 수습을 수료하고, 변호사로 등록.
- 1998년 사회민주당의 공천을 받아 참의원 통상선거에 비례대표 1번으로 출마해 당선.
- 1999년 사민당 가나가와현 연합 대표로 취임.
- 2001년 사민당 간사장으로 취임.
- 2003년 11월 15일 사민당 양원 의원 총회에서, 중의원 선거에서 사민당이 크게 패한 것의 책임을 지고 사퇴한 도이 다카코 대표를 대신해 대표로 선출됨.
- 2003년 12월 13일 사민당 제8회 정기 당대회에서 대표 취임이 정식으로 승인됨.
- 2004년 참의원 통상선거에서 비례구로 당선됨.
- 2009년 9월 16일 민주당 주도 연립 내각인 하토야마 유키오 내각의 내각부 특명담당대신 〈소비자·행정 저출산 식품안전 남녀 공동참여 담당〉으로 내정되어 입각하였다.

## 발언
평화헌법을 지킬 것과 평화를 호소하고 있지만, 국방·군사와 관련된 지식이 결여되어 있다는 비판도 있다. 2005년 9월 11일에 중의원이 해산되면서 열린 선거에서는 “자민당과 민주당은 카레라이스와 라이스카레의 차이밖에 없습니다. 사민당은 오므라이스로, 아이들도 너무 좋아하는 오므라이스”라고 연설하였으나, “아이가 좋아하는 것은 카레쪽이 아닌가”라는 지적이 적지 않다.
핵무기 보유 논의를 인정한 아소 다로 외상에 대해 “불신임안을 제출할 단계에 있다”고 말한바 있다.

## 역대 선거 결과
|  | 7.8% |

|  | 5.4% |

|  | 3.8% |

|  | 2.7% |